# Носа-Сеньора-ди-Фатима (Авейру)
Но́са-Сеньо́ра-ди-Фа́тима (порт. Nossa Senhora de Fátima) — район (фрегезия) в Португалии, входит в округ Авейру. Является составной частью муниципалитета Авейру. Находится в составе крупной городской агломерации Большое Авейру. По старому административному делению входил в провинцию Бейра-Литорал. Входит в экономико-статистический субрегион Байшу-Воуга, который входит в Центральный регион. Население составляет 1870 человек. Занимает площадь 12,44 км².